# Diomede (Alaska)
Diomede ist ein Ort mit dem Status einer City in der Nome Census Area in Alaska. Das U.S. Census Bureau hatte bei der Volkszählung 2020 eine Einwohnerzahl von 83 ermittelt. Das Eskimo-Dorf liegt im Inupiaq-Sprachenraum.

## Geographie
Diomede befindet sich an der Westküste der Insel Little Diomede Island inmitten der Beringstraße. Knapp 4 km weiter westlich befindet sich die zu Russland gehörende Ratmanow-Insel. Diomede liegt etwa 22 m über dem Meeresspiegel. Der Ort befindet sich 215 km nordwestlich vom Verwaltungszentrum Nome. Das raue Wetter mit häufig Sturm, Nebel und rauer See machen Diomede von außen schwierig erreichbar. Der Ort wird hauptsächlich per Hubschrauber erreicht. Diomede verfügt über einen entsprechenden Landeplatz. Landungen von Wasserflugzeugen auf dem Meer sind im Sommer bei günstigen Bedingungen möglich.

## Geschichte
Der Standort des heutigen Diomede war vermutlich schon vor 3000 Jahren besiedelt. Nach dem Zweiten Weltkrieg errichtete die Sowjetunion auf Big Diomede Island (oder Ratmanow-Insel) einen Militärstützpunkt. Die dortigen Bewohner wurden später nach Sibirien umgesiedelt. Diomede ist traditionell ein Ingalikmiut-Eskimo-Dorf, das hauptsächlich von Subsistenzwirtschaft lebt. Hauptnahrungsquellen sind Robben, Eisbären, die Krabben-Art Paralithodes platypus (blue crab) und Wale.
Aus den Häuten von Robben und Walrossen werden Parkas, Hüte, Eskimostiefel, Pelze und Felle gefertigt und als Handelsware verkauft. 1970 erhielt Diomede den Status einer „City“. Der Verkauf und die Einfuhr von Alkohol sind in Diomede verboten.

## Demografie
Zum Zeitpunkt der Volkszählung im Jahre 2020 (U.S. Census 2020) hatte Diomede 83 Einwohner auf einer Landfläche von 6,3 km². Von den Einwohnern waren 2 Weiße, 72 amerikanisch-indianischer Abstammung sowie ein Asiate.
Beim Zensus im Jahr 2000 wurden 146 Einwohner gezählt, 2010 waren es 115, 2020 noch 83. Somit war die Bevölkerungsentwicklung in den letzten Jahren rückläufig.